# Distrito Escolar Independiente de Laredo

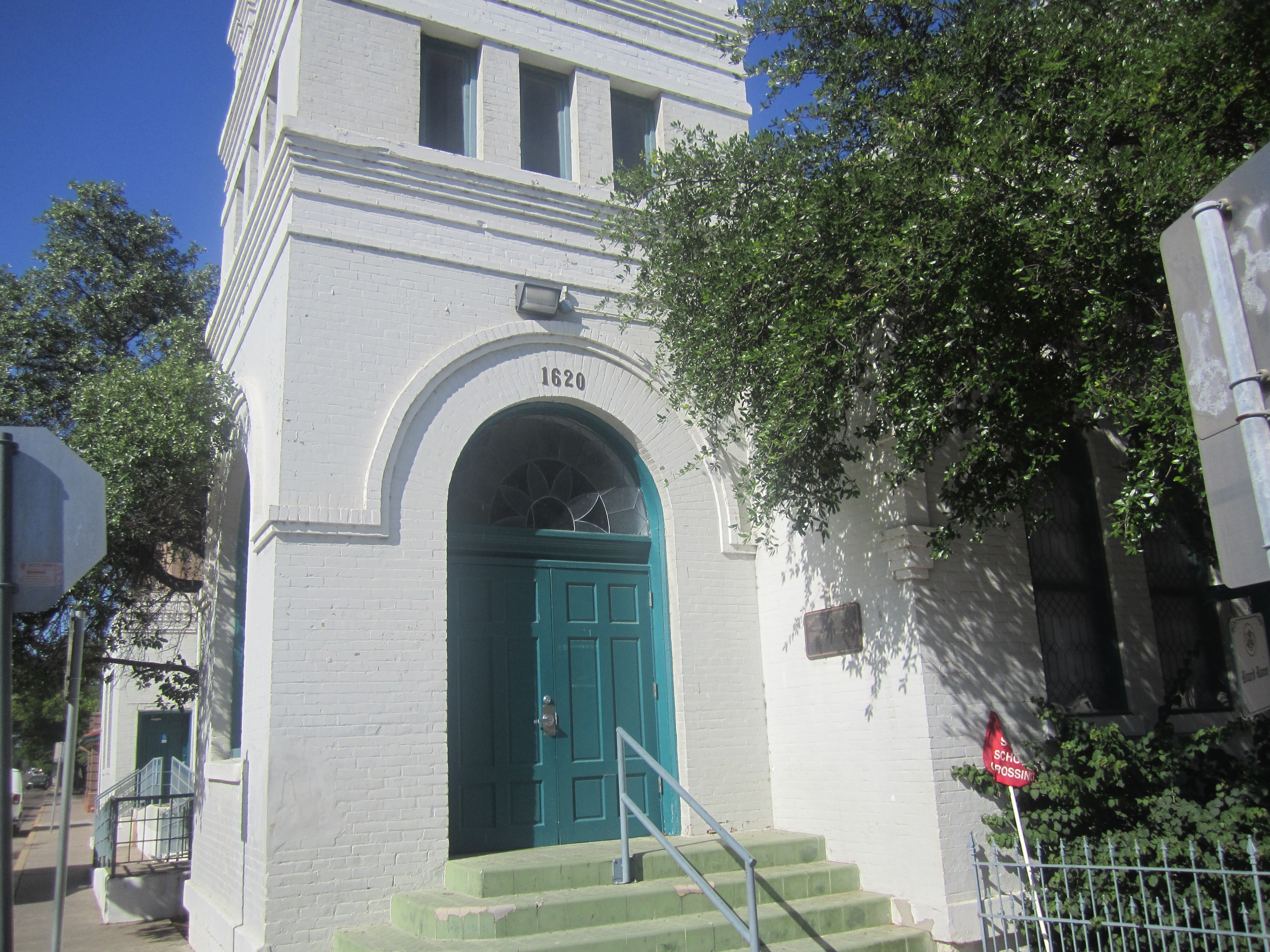
Sala de la junta escolar de LISD - Antes de 1963, era el sanctuario de la First Baptist Church of Laredo

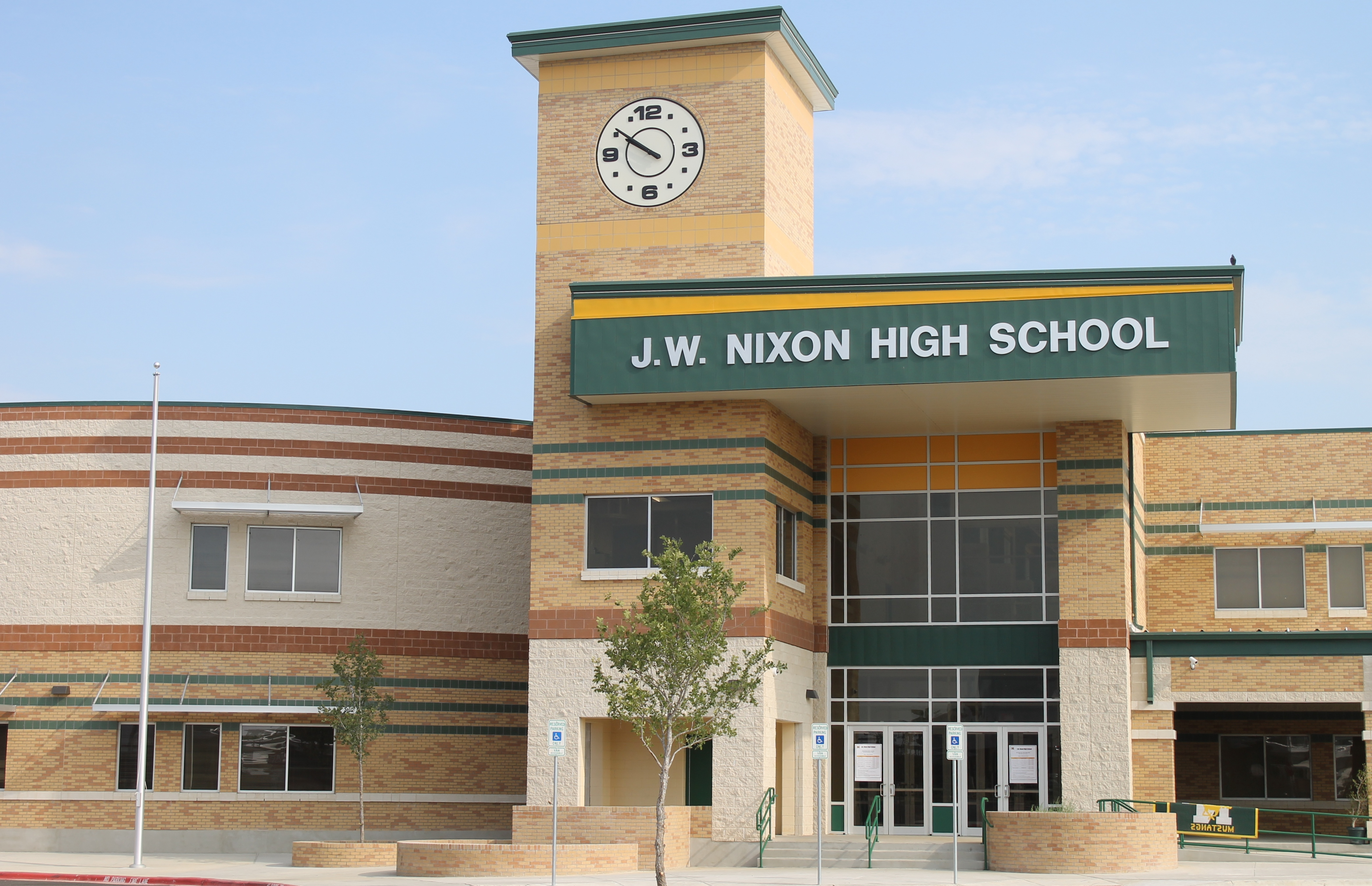
J. W. Nixon High School

El Distrito Escolar Independiente de Laredo (Laredo Independent School District) es un distrito escolar en Texas. Tiene su sede en Laredo. LISD, con una superficie de 13 millas cuadradas, gestiona 20 escuelas primarias, 4 escuelas medias, 4 escuelas secundarias, y 3 escuelas "magnet."